# Charles Lahr
Pour les articles homonymes, voir Lahr.
Charles Lahr, né Karl Lahr (1885-1971), est un ouvrier boulanger, anarcho-syndicaliste, bouquiniste et éditeur libertaire allemand mort à Londres.

## Biographie
Pendant son adolescence, Charles Lahr devient d'abord bouddhiste puis anarchiste.
En 1905, pour échapper à la conscription dans l'armée allemande, il quitte l'Allemagne pour Londres. Arrivé à Londres, il travaille comme boulanger et rejoint les cercles libertaires.
En 1914, il adhère à la section britannique des Industrial Workers of the World (IWW).
Désigné ennemi étranger pendant la Première Guerre mondiale, il est interné au Palais Alexandra de Londres de 1915 à 1919.
Après la guerre, il reprend ses activités avec l'IWW, où il rencontre sa future épouse, Esther Archer. Tous deux rejoignent le Parti communiste britannique en 1920, mais en démissionnent en 1921. C'est durant cette brève adhésion qu'ils rencontrent Liam O'Flaherty.
En 1921, il reprend la librairie Progressive Bookshop qui devient un centre de rencontre pour les nouveaux écrivains et les militants révolutionnaires. Il se spécialise dans la vente de littérature radicale.
À partir de 1925, Lahr commence à publier des articles en utilisant souvent le nom de jeune fille de sa femme pour lutter contre les préjugés anti-allemands.
Dans le monde de l'édition, il est en contact étroit avec des écrivains tels que D.H. Lawrence notamment pour L'Homme qui était mort, T. F. Powys, James Hanley, ASJ Tessimond, Liam O'Flaherty, Paul Selver, Green Russell, George Woodcock, Rhys Davies.